# Thièvres (Paso de Calais)
 Thièvres  es una población y comuna francesa, situada en la región de Norte-Paso de Calais, departamento de Paso de Calais, en el distrito de Arras y cantón de Pas-en-Artois.

## Demografía

Evolución demográfica.